# Вознесеновка (Яковлевский район)
Вознесеновка — хутор в Яковлевском районе Белгородской области России.
Входит в состав Быковского сельского поселения.

## География
Расположен на правом берегу реки Ворскла и граничит по ней с хутором Мордовинка. Севернее Вознесеновки находится урочище Пристенок, восточнее — лес Оленьи рога.
Через хутор проходит просёлочная дорога; имеется одна улица: Лесная.

## Население
| 2002 | 2010 |
| ---- | ---- |
| 8    | ↗30  |